# Benelux

Beneluxländernas geografiska placering i Europa.

Beneluxländerna.

Benelux är idag det samlade namnet på staterna Belgien, Nederländerna och Luxemburg. Termen härstammar från en ekonomisk tullunion som bildades 1944 och infördes 1948, uppkallad efter begynnelsebokstäverna i länderna: Belgien, Nederländerna och Luxemburg. År 1960 etablerades en utvidgad union, som skulle gälla i 50 år. Unionsavtalet förnyades 2010 på obestämd tid.
Unionen strävar efter fri rörlighet av varor, tjänster, arbete och kapital inom länderna och inspirerade bildandet av Europeiska unionen. Det var det enda regionala samarbetet som nämndes i Romfördraget (1957), och i en egen paragraf i det därpå följande Fördraget om Europeiska unionens funktionssätt (2007) slås det fast att de tre länderna kan gå längre i sitt samarbete om de önskar det. Ett exempel är att de tre länderna automatiskt godkänner högre utbildningar och diplom från respektive land.